# Lucius Vibius Varus
Lucius Vibius Varus est un homme politique de l'Empire romain.

## Famille
Il est le fils de Gaius Vibius Varus et l'arrière-arrière-petit-fils paternel de Gaius Vibius Varus. Il est le père de Vibia Varia, épouse de Gaius Julius Lupus, et de Titus Vibius Varus.

## Carrière
Il est préteur à une date inconnue.